# Eiskunstlauf-Europameisterschaften 1988
Die 80. Eiskunstlauf-Europameisterschaften fanden vom 12. bis 17. Januar 1988 in Prag statt.

## Ergebnisse

### Herren
| Platz | Sportler              | Land                   |
| ----- | --------------------- | ---------------------- |
| 1     | Alexander Fadejew     | Sowjetunion            |
| 2     | Wladimir Kotin        | Sowjetunion            |
| 3     | Wiktor Petrenko       | Sowjetunion            |
| 4     | Grzegorz Filipowski   | Polen                  |
| 5     | Richard Zander        | BR Deutschland         |
| 6     | Heiko Fischer         | BR Deutschland         |
| 7     | Petr Barna            | Tschechoslowakei       |
| 8     | Oliver Höner          | Schweiz                |
| 9     | Paul Robinson         | Vereinigtes Königreich |
| 10    | Axel Médéric          | Frankreich             |
| 11    | Frédéric Lipka        | Frankreich             |
| 12    | Alessandro Riccitelli | Italien                |
| 13    | András Száraz         | Ungarn                 |
| 14    | Ralf Burghart         | Österreich             |
| 15    | Peter Johansson       | Schweden               |
| 16    | Oula Jaaskelainen     | Finnland               |
| 17    | Michael Huth          | DDR                    |
| 18    | Rico Krahnert         | DDR                    |
| 19    | Henrik Walentin       | Dänemark               |
| 20    | Jaroslav Suchý        | Tschechoslowakei       |
| 21    | Tomislav Čižmešija    | Jugoslawien            |
| 22    | Cornel Gheorghe       | Rumänien               |
| 23    | Przemysław Noworyta   | Polen                  |
| 24    | Fernando Soria        | Spanien                |

### Damen
| Platz              | Sportlerin         | Land                   |
| ------------------ | ------------------ | ---------------------- |
| 1                  | Katarina Witt      | DDR                    |
| 2                  | Kira Iwanowa       | Sowjetunion            |
| 3                  | Anna Kondraschowa  | Sowjetunion            |
| 4                  | Claudia Leistner   | BR Deutschland         |
| 5                  | Simone Koch        | DDR                    |
| 6                  | Natalja Gorbenko   | Sowjetunion            |
| 7                  | Agnès Gosselin     | Frankreich             |
| 8                  | Tamara Téglássy    | Ungarn                 |
| 9                  | Marina Kielmann    | BR Deutschland         |
| 10                 | Joanne Conway      | Vereinigtes Königreich |
| 11                 | Iveta Voralová     | Tschechoslowakei       |
| 12                 | Stefanie Schmid    | Schweiz                |
| 13                 | Beatrice Gelmini   | Italien                |
| 14                 | Katrien Pauwels    | Belgien                |
| 15                 | Mirela Gawłowska   | Polen                  |
| 16                 | Claude Péri        | Frankreich             |
| 17                 | Željka Čižmešija   | Jugoslawien            |
| 18                 | Lotta Falkenbäck   | Schweden               |
| 19                 | Petra Vonmoos      | Schweiz                |
| 20                 | Yvonne Pokorny     | Österreich             |
| 21                 | Anisette Torp-Lind | Dänemark               |
| 22                 | Kateřina Nováková  | Tschechoslowakei       |
| 23                 | Elina Hanninen     | Finnland               |
| 24                 | Eva Plaszko        | Ungarn                 |
| Kür nicht erreicht |                    |                        |
| 25                 | Marta Olozagarre   | Spanien                |

### Paare
| Platz | Sportler                                | Land                   |
| ----- | --------------------------------------- | ---------------------- |
| 1     | Jekaterina Gordejewa / Sergei Grinkow   | Sowjetunion            |
| 2     | Larissa Selesnjowa / Oleg Makarow       | Sowjetunion            |
| 3     | Peggy Schwarz / Alexander König         | DDR                    |
| 4     | Natalja Mischkutjonok / Artur Dmitrijew | Sowjetunion            |
| 5     | Mandy Wötzel / Axel Rauschenbach        | DDR                    |
| 6     | Lenka Knapová / René Novotný            | Tschechoslowakei       |
| 7     | Brigitte Groh / Holger Maletz           | BR Deutschland         |
| 8     | Cheryl Peake / Andrew Naylor            | Vereinigtes Königreich |
| 9     | Anuschka Gläser / Stefan Pfrengle       | BR Deutschland         |
| 10    | Lisa Cushley / Neil Cushley             | Vereinigtes Königreich |
| 11    | Dagmar Kovářová / Karel Komár           | Tschechoslowakei       |

### Eistanz
| Platz | Sportler                                  | Land                   |
| ----- | ----------------------------------------- | ---------------------- |
| 1     | Natalja Bestemjanowa / Andrei Bukin       | Sowjetunion            |
| 2     | Natalja Annenko / Genrich Sretenski       | Sowjetunion            |
| 3     | Isabelle Duchesnay / Paul Duchesnay       | Frankreich             |
| 4     | Maja Ussowa / Alexander Schulin           | Sowjetunion            |
| 5     | Kathrin Beck / Christoff Beck             | Österreich             |
| 6     | Klára Engi / Attila Tóth                  | Ungarn                 |
| 7     | Lia Trovati / Roberto Pelizzola           | Italien                |
| 8     | Sharon Jones / Paul Askham                | Vereinigtes Königreich |
| 9     | Věra Řeháková / Ivan Havránek             | Tschechoslowakei       |
| 10    | Corinne Paliard / Didier Courtois         | Frankreich             |
| 11    | Stefania Calegari / Pasquale Camerlengo   | Italien                |
| 12    | Honorata Górna / Andrzej Dostatni         | Polen                  |
| 13    | Andrea Juklová / Martin Šimeček           | Tschechoslowakei       |
| 14    | Andrea Weppelmann / Hendryk Schamberger   | BR Deutschland         |
| 15    | Susanna Rahkamo / Petri Kokko             | Finnland               |
| 16    | Desiree Schlegel / Patrik Brecht          | Schweiz                |
| 17    | Annalisa Meyers / Justin Green            | Vereinigtes Königreich |
|       | Antonia Becherer / Ferdinand Becherer (Z) | BR Deutschland         |

- Z = Zurückgezogen